# Luxemburg op de Olympische Winterspelen 2018
Luxemburg was een van de deelnemende landen aan de Olympische Winterspelen 2018 in Pyeongchang, Zuid-Korea.
Bij de negende deelname van het land aan de Winterspelen werd voor de vijfde keer deelgenomen in de olympische sportdiscipline alpineskiën. Matthieu Osch, ook de vlaggendrager bij de openingsceremonie, kwam uit op twee onderdelen.

## Deelnemers en resultaten
(m) = mannen 

### Alpineskiën
| Olympiër      | Onderdeel        | Resultaat | Prestatie                                                            |
| ------------- | ---------------- | --------- | -------------------------------------------------------------------- |
| Matthieu Osch | reuzenslalom (m) | 62e       | 1e run: 1.21,45 (74e) 2e run: 1.18,94 (60e) totaal: 2.40,39 (+22,35) |
| Matthieu Osch | slalom (m)       | DNF       | 1e run: niet gefinisht                                               |